# Plecopterodes heterochroides
Plecopterodes heterochroides là một loài bướm đêm trong họ Noctuidae.